# Johann Christoph Biernatzki

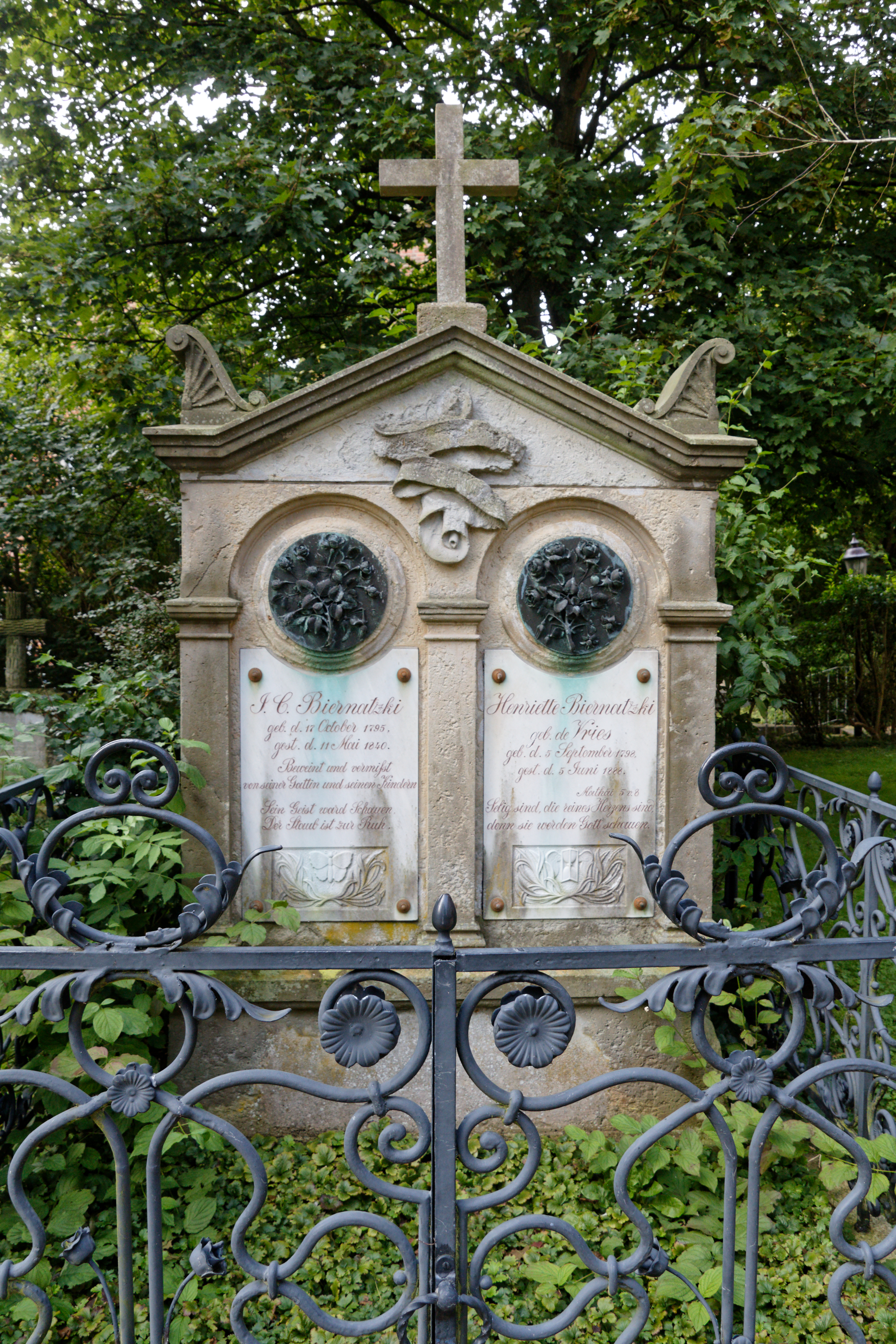
Grabstätte Biernatzki an der St.-Christophorus-Kirche (Friedrichstadt)

Johann Christoph Biernatzki (* 17. Oktober 1795 in Elmshorn; † 11. Mai 1840 in Friedrichstadt) war ein deutscher Pastor und Schriftsteller. 

## Leben
Biernatzki wurde in Elmshorn als Sohn des Militärarztes Christopher Biernatzki und dessen erster Ehefrau Margarethe Gruner, geborene Nagel, geboren. Er hatte eine Schwester namens Auguste (1793–1862), die in Altona eine Mädchenschule leitete und unverheiratet blieb. 1801 starb seine Mutter. Nach seiner Schulzeit in Altona studierte er seit 1816 Theologie, zunächst in Kiel, dann in Jena und Halle. Während seines Studiums wurde er, nachdem er bereits in Kiel der Alten Kieler Burschenschaft angehört hatte, 1818/19 Mitglied der Urburschenschaft. Anfang 1822 übernahm er die Predigerstelle auf der Hallig Nordstrandischmoor, die nur noch etwa 50 Einwohner hatte. Gleichzeitig war er Lehrer auf Nordstrand, wo er auch wohnte. 1823 heiratete er Henriette de Vries aus Flensburg. In der Nacht vom 3. auf den 4. Februar 1825 erlebte er die große Sturmflut, bei der Kirche und Pastorat auf Nordstrandischmoor zerstört wurden. Biernatzki organisierte Hilfe für die überlebenden Gemeindeglieder, die er zum Teil mehrere Wochen lang in seinem Haus aufnahm.
Noch im gleichen Jahr übernahm er die Pfarrstelle an der lutherischen Gemeinde des Holländerstädtchens Friedrichstadt an der Eider, wo er bis zu seinem frühen Tode am 11. Mai 1840 lebte. Am ehemaligen Pastorat am Mittelburgwall erinnert eine Gedenktafel mit einer goldenen Feder daran, dass Biernatzki nicht nur „Predigten und Casualreden“ schrieb, sondern sich neben geistlichen Lehrgedichten wie Der Glaube (1823) auch weltlichen Themen widmete. So dichtete er beispielsweise im Jahre 1829 Das Bürgerlied, eine Huldigung an Friedrichstadt, die Hermann Hansens Büchlein über die Stadt einleitet. Als Hauptwerk des Geistlichen gilt jedoch Die Hallig oder die Schiffbrüchigen auf dem Eiland in der Nordsee aus dem Jahre 1836, in dem er die Sturmflut von 1825 beschrieb. 
Als Theologe gehörte Biernatzki entsprechend seiner poetischen Natur zu der Vermittlungspartei, die zwischen Supranaturalismus und theologischem Rationalismus seiner Zeit den friedlichen Ausgleich suchte. Diese Vermittlung strebte er auch in seinen persönlichen Verhältnissen zwischen pastoraler Würde und allgemein menschlicher Berechtigung an, Sinn und Gemüt von geistlichem Rigorismus sich frei erhaltend.

## Nachkommen
Alfred Teves war sein Enkel, da seine Tochter Christiana Auguste Louise Biernatzki (1833–1923) Friedrich Wilhelm Teves (1814–1872) aus Rendsburg, den Amtsverwalter und Revisor im dänischen Ministerium für die Herzogtümer Holstein und Lauenburg, ehelichte. Eine weitere Tochter, Elvira Biernatzki, war verheiratet mit Heinrich Kleyer, dem Gründer des Fahrzeug- und Maschinenbauunternehmens Adlerwerke.

## Werke
- Die Pflichten des Bürgers in einer unruhigen Zeit: Predigt, gehalten in Friedrichstadt an der Eider. Bade & Fischer, Friedrichstadt 1830 (Digitalisat).
- Wege zum Glauben. Oder: die Liebe aus der Kindheit; Wanderungen auf dem Gebiete der Theologie im Modekleide der Novelle. Hammerich, Altona 1835.
- Die Hallig oder die Schiffbrüchigen auf dem Eiland in der Nordsee: Wanderungen auf dem Gebiete der Theologie im Modekleide der Novelle. Hammerich, Altona 1836 (Digitalisat der 2. Auflage von 1840).
- Der braune Knabe oder die Gemeinden in der Zerstreuung. 2 Bde., Hammerich, Altona 1839 (Digitalisat Theil 1), (Theil 2).

Vier Jahre nach seinem Tode kamen in Altona seine Gesammelten Schriften in acht Bänden heraus, in denen u. a. Bienatzkis Biographie. Wege zum Glauben oder die Liebe aus der Kindheit und Des letzten Matrosen Tagebuch enthalten sind.
- J. C. Biernatzkis̕ Gesammelte Schriften: Erste vollständige Gesammtausgabe in acht Bänden. Hammerich, Altona 1844.

1. Band. (Digitalisat der 2. Auflage, 1850)
2. Band. (Digitalisat der 2. Auflage, 1850)
3. Band. (Digitalisat der 2. Auflage, 1850)
4. Band. (Digitalisat der 2. Auflage, 1850)
5. Band. (Digitalisat der 2. Auflage, 1850)
6. Band. (Digitalisat der 2. Auflage, 1850)
7. Band. (Digitalisat der 2. Auflage, 1850)
8. Band. (Digitalisat der 2. Auflage, 1850)